# Twelve Choral-Preludes on Gregorian Chant Themes
Twelve Choral-Preludes on Gregorian Chant Themes, opus. 8 (en español: Doce Preludios Corales sobre temas Gregorianos) es una colección de doce preludios corales para órgano que han sido adaptados y compuestos por la organista francesa Jeanne Demessieux, en 1947 y fueron publicados originalmente en Estados Unidos en 1950 por McLaughlin & Reilly. Estas piezas son, junto a Réponds pour le Temps de Pâques y su Te Deum, las únicas dentro de su repertorio que están basadas en obras litúrgicas, otras piezas como Six études, op. 5 están orientadas para concierto.
Demessieux es prácticamente la única compositora que ha publicado una serie de cortas, y técnicamente fáciles, piezas para órgano en el estilo post-romántico francés. Sus escenarios no sólo derivan su material musical del canto, sino que también coinciden con el tono y el estado de ánimo del texto.
Al igual que la mayoría de sus obras, estas piezas no han sido grabadas por Demessieux. Los doce corales han sido gradados por los organistas Pierre Labric, Michelle Leclerc, Maxime Patel y Stephen Tharp.
Domitila Ballesteross sugiere que Twelve Choral-Preludes on Gregorian Chant Themes fue compuesta con una función pedagógica.
Según su biógrafa los preludios corales son:

Preludios sobre temas gregorianos, destinado para organistas estudiantes quienes desean tocar, aparte del repertorio tradicional de instrucción, trabajos contemporáneos que, si bien se inician en el lenguaje de su tiempo, no imponen las extraordinarias dificultades del repertorio actual.
Christiane Trieu-Colleney (1977).

## Antecedentes y composición
Durante sus giras por Estados Unidos en los años 1950, los programas de Jeanne Demessieux ocasionalmente incluían algunos de sus preludios corales favoritos entre las doce piezas. En una revisión de un concierto de 1958, Ronald Arnatt dijo que son: "piezas finamente trabajadas que demuestran una combinación de la maestría del contrapunto y calidez lírica". Pero no solo fueron apreciados en el país donde se publicaron por primera vez los doce corales, a fines de la década de 1970 un crítico francés escribió:

Los Twelve Chorale Preludes de Jeanne Demessieux son los Orgelbüchlein [de Bach] católicos de nuestro siglo. Todos nosotros podríamos aprender algo de estas obras maestras, no solo en la técnica tal como el tratamiento de un tema gregoriano, sino también con un punto de vista religioso y litúrgico.
Christian Goubault (1979).

Al igual que los corales de órgano individuales del ciclo de Bach para el año litúrgico, los arreglos de melodías de canto llano de Demessieux son concisos (la mayoría tienen dos o tres páginas) e ilustran una variedad de formas, procedimientos, texturas y géneros cultivados por los organistas litúrgicos en Francia. Una característica unificadora adicional y distintiva del breve conjunto de Demessieux, es que las melodías litúrgicas se seleccionan en gran medida entre los cantos latinos opcionales y estacionales cantados apropiadamente en la Bendición (las dos excepciones son la antífona "Hosanna Filio David" para la Procesión con Palmas del Domingo de Pasión, y "Domine Jesu" de la Misa de Difuntos).

## Análisis
Igual de importante es que las piezas presentan desafíos técnicos modestos. Con respecto a la técnica manual, se supone que el alumno ha realizado algún estudio de piano, por lo que se siente seguro en escalas fluidas (O Filii), saltos (O Filii, Veni Creador y Ubi Caritas) y acordes largos que abarcan hasta una novena (Tu Es Petrus). Algunas piezas requieren articulaciones diferentes, pero simultáneas en una mano (por ejemplo, Vexilla Regis, que tiene el cantus en la parte superior de la mano izquierda). Las indicaciones de cambios manuales y de registro ocurren donde son más prácticos (como en Domine Jesu en el c. 21), y las señales ocasionales para abrir y cerrar la caja swell no interfieren directamente con el pedaleo del pie derecho (como en Stabat Mater). Además de los puntos del pedal, la alternancia de los dedos del pie izquierdo y derecho y el fácil uso del talón, dos piezas contienen un doble pedal fácil, y las piezas más llamativas utilizan el motivo del pedal característico de Demessieux, un rebote repetido entre un tono bajo y uno alto. En dos piezas, el cantus firmus se asigna al pedal. En uno de ellos, Ubi Caritas, el cantus consiste en gran medida en tonos repetidos y movimientos escalonados en un rango pequeño, pero el arreglo amplía aún más la capacidad del estudiante al colocar el canto en los registros del pedal C3-F3 y C4-F4. El cantus firmus de Hosanna Filio David, quizás la parte más desafiante para los pies, está provisto de marcas de pedaleo. Aunque las partes manuales y de pedal varían en dificultad de una pieza a otra, cada preludio requiere que el estudiante trabaje cuidadosamente la coordinación de ataques y lanzamientos con manos y pies.
Aunque los registros específicos de la partitura se eligieron teniendo en mente el instrumento ecléctico estadounidense, aun así debe considerarse un compromiso. Esto se debe a que, a pesar de las tendencias del siglo XX en la construcción de órganos franceses, la preferencia personal de Demessieux por interpretar música de órgano moderna era en un instrumento Cavaillé-Coll tonalmente inalterado. Con la ayuda de grabaciones de órganos Cavaillé-Coll bien conservados, el estudiante descubrirá dónde es necesario adaptar los registros indicados para aproximarse lo más posible a las cualidades expresivas buscadas.
Tu Es Petrus, a modo de marcha, es un audaz pregón musical. En este contexto, Demessieux superpone dos temas de canto diferentes, ambos de la fiesta de los santos Pedro y Pablo. El tema del pedal de cinco notas, presentado en una secuencia descendente a lo largo de la pieza, está tomado de la quinta antífona de las primeras vísperas. La voz más alta cita el versículo del Aleluya de la misa. Demessieux hace referencia musical a una doble declaración del texto Tu Es Petrus, simultáneamente en los registros más alto y más bajo del órgano.
Rorate Caeli, al estilo de un coral ornamentado, es un escenario tranquilo para el responsorio de bendición cantado durante el Adviento. La mayor parte de la melodía proviene directamente del responso, pero también se utilizan partes de los versículos. El texto, "Dejad caer rocío, cielos, desde arriba, y dejad que las nubes hagan llover al Justo", está pintado en el canto original con una línea descendente que abarca una octava. La ambientación de Demessieux no interrumpe esta línea con adornos y figuraciones, sino que resalta su forma original con anticipaciones, suspensiones y diferentes duraciones de notas.
O Filii una bendición pascual, se presenta como un tema con cinco variaciones, que van desde lo lúdico hasta lo misterioso y lo real. El texto del canto se destaca por centrarse en el papel de la mujer en la historia de la resurrección y por dirigirse tanto a hijos como a hijas. Las armonías cromáticas y politonales de Demessieux conservan el sabor modal de la melodía original. Si bien el tema sigue siendo claramente discernible en cada variación, el desplazamiento de tiempos fuertes y débiles sirve a veces para disfrazarlo.
Algunos de los preludios introducen recursos rítmicos y métricos que no suelen encontrarse en el repertorio adecuado para los estudiantes. Adeste fideles contiene un cambio precipitado en la división del tiempo de duple a triple. En Stabat Mater, el acompañamiento silencioso de la mano derecha y el pedal se mueve habitualmente fuera de ritmo, creando un desafío adicional para la coordinación de manos y pies. La variación meno mosso en O Filii presenta un cambio métrico, que sólo puede realizarse de manera convincente si se comprende cómo y por qué se crean los puntos de perturbación métrica abrupta.

## Preludios corales
- Rorate Caeli (aka. Rorate Coeli)
- Adeste fideles
- Attende Domine
- Stabat Mater
- Vexilla Regis
- Hosanna filio David
- O Filii
- Veni Creator Spiritus
- Ubi caritas
- In manus tuas
- Tu es petrus
- Domine Jesu

## Crítica
En una revisión sobre el concierto donde estrenó su Te Deum hecha por Ronald Arnatt para la revista The American Organist dice:

Como compositora, Jeanne Demessieux es conocida principalmente en este país por sus Twelve Choral-Preludes on Gregorian Chant Themes: piezas cortas y finamente elaboradas que muestran una combinación de dominio del contrapunto y calidez lírica.

El preludio "Rorate coeli" es uno de los más bonitos de todos, con un estilo distintivo propio, que se apoya menos en sus compatriotas. Aquí fue un enfoque totalmente diferente a un canto gregoriano [Te Deum], marcial en su tono, de influencia politonal y emocionantemente brillante.
Ronald Arnatt, 1958.

## Discografía selecta
Destacan las siguientes grabaciones que se han realizado de esta pieza con sus doce movimientos completos.
- Pierre Labric - Jeanne Demessieux: Complete Organ Works, Musical Heritage Society.
- Michelle Leclerc - Orgelwerice, Motette Records 11.671
- Maxime Patel - Jeanne Demessieux: Complete Organ Works, Fugatto FUG 025.
- Stephen Tharp - Jeanne Demessieux: Complete Organ Works, Aeolus AE10561.